# Andri Már Rúnarsson
Andri Már Rúnarsson (* 21. August 2002 in Akureyri) ist ein isländischer Handballspieler.

## Karriere

### Im Verein
Andri Már Rúnarsson spielte in der Jugend bis 2018 für den SC DHfK Leipzig, bevor er mit seiner Familie nach Island zurückkehrte. Bis 2021 spielte er für Fram Reykjavík. 2021 wechselte er zum deutschen Bundesligisten TVB Stuttgart, wo bereits sein Onkel Árni Þór Sigtryggsson gespielt hatte. Auf eigenen Wunsch verließ er zu Beginn der Saison 2022/23 den TVB, kehrte nach Island zurück und spielte dort für Haukar Hafnarfjörður. 2023 wechselte er erneut nach Deutschland und steht seitdem im Kader des SC DHfK Leipzig, welcher von seinem Vater Rúnar Sigtryggsson trainiert wird. Nachdem sein Vater nach der Saison 2024/25 in Leipzig freigestellt wurde, löste auch er seinen Vertrag auf. Darauf wechselte er zum Ligakonkurrenten HC Erlangen.

### In Auswahlmannschaften
Mit der Jugendnationalmannschaft belegte er den 5. Platz beim europäischen Olympischen-Jugendfestival 2019. Weiter belegte er den 8. Platz bei der U19-Europameisterschaft 2021. Mit den Junioren nahm er an der U20-Europameisterschaft 2022 teil und belegte dort den 11. Platz. Bei der U21-Weltmeisterschaft 2023 konnte er mit Island die Bronze-Medaille gewinnen. Er stand im erweiterten Kader der A-Nationalmannschaft für die Europameisterschaft 2024.

## Privat
Sein Onkel Árni Þór Sigtryggsson und sein Vater Rúnar Sigtryggsson haben ebenfalls Handball gespielt.